# Área de Conservação da Paisagem de Erumägi
A Área de Conservação da Paisagem de Erumägi (em estoniano:  Erumäe maastikukaitseala) é um parque natural no condado de Tartu, na Estónia.
A sua área é de 40 hectares.
A área protegida foi designada em 2015 para proteger o antigo vale de Maiorg e a sua biodiversidade.